# Маммот (Аризона)
Маммот (англ. Mammoth) — місто (англ. town) в США, в окрузі Пінал штату Аризона. Населення — 1076 осіб (2020).

## Географія
Маммот розташований за координатами 32°43′24″ пн. ш. 110°38′40″ зх. д. / 32.72333° пн. ш. 110.64444° зх. д. (32.723450, -110.644553).  За даними Бюро перепису населення США в 2010 році місто мало площу 2,69 км², уся площа — суходіл. В 2017 році площа становила 68,18 км², уся площа — суходіл.

## Демографія
Згідно з переписом 2010 року, у місті мешкало 1426 осіб у 487 домогосподарствах у складі 357 родин. Густота населення становила 530 осіб/км².  Було 635 помешкань (236/км²).
Расовий склад населення:
| - 64,8 % — білих - 1,5 % — корінних американців - 0,2 % — чорних або афроамериканців - 0,1 % — азіатів - 27,4 % — осіб інших рас |

До двох чи більше рас належало 6,0 %. Частка іспаномовних становила 69,7 % від усіх жителів.
За віковим діапазоном населення розподілялося таким чином: 29,5 % — особи молодші 18 років, 55,1 % — особи у віці 18—64 років, 15,4 % — особи у віці 65 років та старші. Медіана віку мешканця становила 37,2 року. На 100 осіб жіночої статі у місті припадало 98,6 чоловіків;  на 100 жінок у віці від 18 років та старших — 98,6 чоловіків також старших 18 років.
Середній дохід на одне домашнє господарство  становив 42 006 доларів США (медіана — 35 625), а середній дохід на одну сім'ю — 45 521 долар (медіана — 38 958). Медіана доходів становила 49 417 доларів для чоловіків та 27 500 доларів для жінок. За межею бідності перебувало 28,5 % осіб, у тому числі 37,9 % дітей у віці до 18 років та 18,9 % осіб у віці 65 років та старших.
Цивільне працевлаштоване населення становило 419 осіб. Основні галузі зайнятості: сільське господарство, лісництво, риболовля — 26,5 %, освіта, охорона здоров'я та соціальна допомога — 22,9 %, роздрібна торгівля — 10,7 %, виробництво — 8,8 %.